# Єсін Володимир Олександрович
Володимир Олександрович Єсін (рос. Владимир Александрович Есин; нар. 11 січня 1995, Санкт-Петербург, Росія) — російський футболіст, півзахисник та нападник «Мурома».

## Клубна кар'єра
Вихованець петербурзької спортшколи «Локомотив». Розпочинав кар'єру у складі місцевого клубу «Петротрест», у футболці якого дебютував 20 травня 2013 року в поєдинку ФНЛ проти волгоградського «Ротора». Потім грав за петербурзьке «Динамо». Після банкрутства останнього з вище вказаних певний період часу залишався без футболу і працював продавцем у магазині стільникового зв'язку. 2016 року перейшов до пензенського «Зеніту». У 2017 році поповнив лави «Калуги». У 2018 році захищав кольори ставропольського «Динамо» та «Кизилташа». На початку 2019 року на через соціальні мережі вийшов іноземний футбольний агент, який запропонував йому варіант продовження кар'єри в Європі, після чого Володимир підписав контракт із албанським «Люфтетарі», але в офіційних матчах за нього не зіграв. Влітку того ж року перейшов до «Кафи». 7 березня 2020 року провів за «Зноймо» єдиний матч у Третій лізі Чехії проти фарм-клубу остравського «Баніка» (0:5). У серпні 2020 року підписав контракт із «Салютом». 9 липня 2021 року поповнив лави клубу білоруської Вищої ліги «Славія-Мозир». Дебютував в елітному дивізіоні 18 липня у матчі проти «Іслочі» (1:1). У березні 2023 року приєднався до «Сморгоні». З 2024 року захищає кольори «Мурома».

## Кар'єра в збірній
У 2014 році зіграв у трьох товариських матчах за юнацьку збірну Росії (U-19).